# Ernst Robert Fiechter
Ernst Robert Fiechter (* 28. Oktober 1875 in Basel; † 19. April 1948 in St. Gallen) war ein Schweizer Architekt und Bauforscher.

## Leben
Ernst Fiechter war der älteste Sohn des Basler Arztes und seit 1878 Universitäts-Dozenten für klinische Medizin Dr. med. Robert Fiechter (1848–1887) und seiner Frau Sophia (geb. Jung, 1852–1938), Schwester des Architekten Ernst Jung in Winterthur. Der bekannte Psychiater Carl Gustav Jung war sein Vetter. Nach der Matura am humanistischen Gymnasium war es Fiechters Wunsch, Theologie oder Altphilologie zu studieren. Auf Drängen seiner verwitweten Mutter wandte er sich jedoch der praxisbezogeneren Architektur zu. Nach einem Praktikum als Maurer- und Zimmermannslehrling und Besuch der Gewerbeschule in Basel, studierte Fiechter von 1895 bis 1899 an der Universität München Architektur. Dort hatte der damalige Ordinarius für Bauformenlehre August Thiersch großen Einfluss auf ihn. Von Thiersch kam auch die Aufforderung, Fiechter solle nach seinem Diplom an der Expedition von Ernst von Sieglin nach Alexandria teilnehmen. Fiechter, unter anderem durch Glyptotheksführungen von Adolf Furtwängler für die Antike begeistert, nahm das Angebot für den Winter 1900/01 freudig an.
In Alexandria jedoch begann Fiechter an dem Nutzen seiner Arbeit zu zweifeln: Der hauptsächlich kunstgeschichtlich orientierte Bezug zu den Altertümern, der in München gepflegt wurde, ließen Fiechter nur die Aufnahme von Resten der antiken Straßenzüge und Gräbern. So überlegte er nicht lange, als ihn Adolf Furtwängler als Bauforscher für die Grabungen der Bayerischen Akademie der Wissenschaften im Aphaiaheiligtum auf Ägina zu gewinnen suchte, und brach 1901 direkt von Alexandria nach Aegina auf. Die griechische Architektur, das Land und seine Bewohner fesselten Fiechter so stark, dass er nach der Kampagne von 1901 noch neunmal dorthin zurückkehrte.
In enger Zusammenarbeit mit Furtwängler und Hermann Thiersch, dem Sohn seines einstigen Lehrers, entstanden zunächst Lagepläne, Grundrisse und Rekonstruktionen des Heiligtums der Aphaia, einzelner Bauten und Bauteile. 1904 wurde er von August Thiersch an der TH München mit der Arbeit „Der Tempel der Aphaia auf Aegina“ promoviert. Fiechters Dissertation übernahm Furtwängler fast unverändert in die Publikation des Tempels von 1906. Allerdings erstreckte sich Fiechters Anteil hier nicht mehr nur auf die Vorlage des spätarchaischen Tempels, sondern auch auf die gleichzeitigen, früheren und späteren Bauten sowie auf Varia wie Basen, Geräte und Dachziegel, insbesondere auch die Rekonstruktion der Giebelakroterien.
Mit seiner Publikation der Architektur eines griechischen Heiligtums gelang Fiechter eine Vorlage, die für lange Zeit vorbildlich bleiben sollte und zum Verständnis der spätarchaischen griechischen Tempelarchitektur bestimmt hat. In vielen – auch neueren – Handbüchern dient Fiechters perspektivische Rekonstruktion des Aphaiatempels um die Tektonik dorischer Tempelarchitektur begreifbar zu machen.
Fiechter war auch einer der ersten, der das Augenmerk auf die farbliche Gestaltung griechischer Bau- und Kunstwerke lenkte und seine detaillierten Notizen zu den noch sichtbaren Farbresten auf Triglyphen, Kyma, Architrav etc. sowie deren bunte Rekonstruktion, tragen ihm vor allem den Respekt der neueren Forschung ein, in der diese Dinge vermehrt an Bedeutung gewinnen.
Nach einer Italienreise  habilitierte sich Fiechter 1906 mit der Arbeit „Der jonische Tempel am Ponte Rotto in Rom“. Während er selbständige Bauaufgaben als Architekt annahm, reiste er immer wieder zu Forschungszwecken nach Griechenland, sei es auf Aegina oder dem Amyklaion von Sparta.
1911 musste sich Fiechter zwischen der Nachfolge auf der freigewordenen Stelle Wilhelm Dörpfelds am Deutschen Archäologischen Institut Athen und einem Ruf an die TH Stuttgart entscheiden. Er wählte den Lehrberuf und unterrichtete Bauformenlehre, Bauzeichnen und Baugeschichte. 1912 bereiste er erneut Griechenland und auch Kleinasien und begann eine umfangreiche Dokumentation zur griechischen Theaterarchitektur. Zwischen 1921 und 1933 reiste er noch fünfmal nach Griechenland um diese Studien fortzusetzen. Seine Verpflichtungen in Stuttgart nahmen ihn jedoch immer mehr in Anspruch und lenkten sein Augenmerk auch auf die archäologischen und denkmalpflegerischen Aufgaben seiner Umgebung. Seit 1919 war er Mitarbeiter und später Sachverständiger des Landesamtes für Denkmalpflege in Stuttgart. Im Zusammenhang mit der 1919 eröffneten Waldorfschule und der Tätigkeit von Friedrich Rittelmeyer im Hinblick auf die Christengemeinschaft kam es zur Begegnung mit Rudolf Steiner und der Anthroposophie. 1923 lehnte er noch einen Ruf an die Eidgenössische Technische Hochschule in Zürich wegen seiner drei Kinder (Sophia Charlotte *1909, Paul Hieronymus *1911, Niklaus *1914) ab, die in Stuttgart die Waldorfschule besuchten.
Nach seiner Emeritierung 1937 kehrte er nach 40 Jahren Auslandsaufenthalt wieder zurück in die Schweiz und verschrieb sein restliches Leben ganz der Anthroposophie. Er bezog das Priesterseminar der Christengemeinschaft in Zürich. Neben seiner Tätigkeit als Priester im Kanton Zürich und St. Gallen beschäftigte er sich aber noch weiter mit Denkmalpflege und Ausgrabungen.
Am 19. April 1948 verstarb Ernst Fiechter 74-jährig in St. Gallen, wo er 1907 seine spätere Ehefrau Paula Zollikofer kennengelernt hatte.
Ein Teil seines schriftlichen Nachlasses befindet sich heute im Deutschen Kunstarchiv im Germanischen Nationalmuseum in Nürnberg.

## Bauten
- 1902–1903: Umbau des Palais Bissing in München-Schwabing, Georgenstraße 10
- 1906: Villa in München, Bavariaring 47 (Neurokoko, mit Zwerchhaus-Mittelrisalit)[1]
- 1908: „Neues Schloss“ (Herrenhaus) auf Gut Hemerten, Gemeinde Münster (Lech), Landkreis Donau-Ries
- 1909–1910: Villa Gerhard Wäldler in München, Sollner Straße 24[2]
- 1909–1910: Villa in München, Bavariaring 48 (Neuklassizismus, mit mittlerem Flachrisalit und antikisierendem Figurenfries über dem Eingang)[3]

## Publikationen (Auswahl)
- Der Tempel der Aphaia auf Aegina. Dissertation, Universität München 1904.
- Der ionische Tempel am Ponte Rotto in Rom. In: Mitteilungen des Deutschen Archäologischen Instituts, Römische Abteilung. Band 21, 1906, S. 220 ff.
- Mitarbeit an: Adolf Furtwängler: Aegina. Das Heiligtum der Aphaia. 1906.
- Die baugeschichtliche Entwicklung des Antiken Theaters. Eine Studie. Beck, München 1914 (Digitalisat).
- Amyklae. Der Thron des Apollon. In: Archäologischer Anzeiger. Jahrgang 1910, S. 66 ff. und Jahrbuch des Deutschen Archäologischen Instituts. Band 33, 1918, S. 107 ff.
- Württembergische Kirchen des Mittelalters. In: Württembergische Studien. Festschrift zum 70. Geburtstag von Professor Eugen Nägele. Silberburg-Verlag, Stuttgart 1926, S. 76–85.
- Antike griechische Theaterbauten. 9 Bände, Kohlhammer, Stuttgart 1930–1950.
- Das Theater in Thera. In: Wilhelm Dörpfeld. Festschrift zum 80. Geburtstag. Verlag für Kunstwissenschaft, Berlin 1933, S. 28 ff.